# Електронний лічильник імпульсів

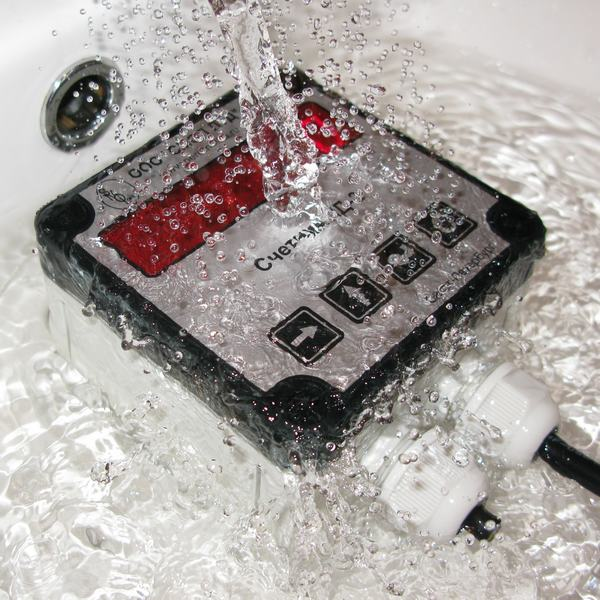
Електронний лічильник імпульсів ІД-2 в герметичному корпусі.

Електронний лічильник імпульсів призначений для:
- підрахунку кількості імпульсів, що надходять з вимірювальних датчиків на лічильні входи (або один лічильний вхід) лічильника імпульсів і перерахунку їх у необхідні фізичні одиниці вимірювання шляхом множення на заданий множник (наприклад, у метри, літри, штуки, кілограми тощо);

- підрахунку сумарного виробітку за зміну, добу, тиждень, місяць тощо;
- керування виконавчими механізмами одним або декількома дискретними виходами (найчастіше, в лічильниках імпульсів як дискретний вихід використовують реле або оптопару).

Здебільшого, як датчик застосовують механічний переривник або індуктивний датчик (безконтактний датчик) або енкодер.
Електронні лічильники імпульсів можуть мати високий ступінь захисту від пилу і води (наприклад, IP65).
Лічильник імпульсів (деякі моделі) може мати вбудовану функцію тахометра або витратоміра.
Електронні лічильники імпульсів зберігають результат вимірювань при зникненні напруги живлення протягом необмеженого періоду часу в енергонезалежній пам'яті (EEPROM). Після повернення напруги живлення рахунок імпульсів триває, починаючи зі збереженого значення; деякі моделі лічильників імпульсів ідентифікують факт зникнення напруги живлення під час роботи.
Деякі моделі мають інтерфейс для підключення до мережі або комп'ютера (наприклад, RS-485, RS-232, CAN), а також аналоговий вихід ЦАП, який можна використати як для передавання даних іншим контрольно-вимірювальним приладам керування виконавчими механізмами (наприклад, електроприводом).
Крім того, лічильники імпульсів класифікують за напрямком рахунку (режиму роботи):
- підсумувальні лічильники імпульсів;
- віднімальні лічильники імпульсів;
- реверсивні лічильники імпульсів.

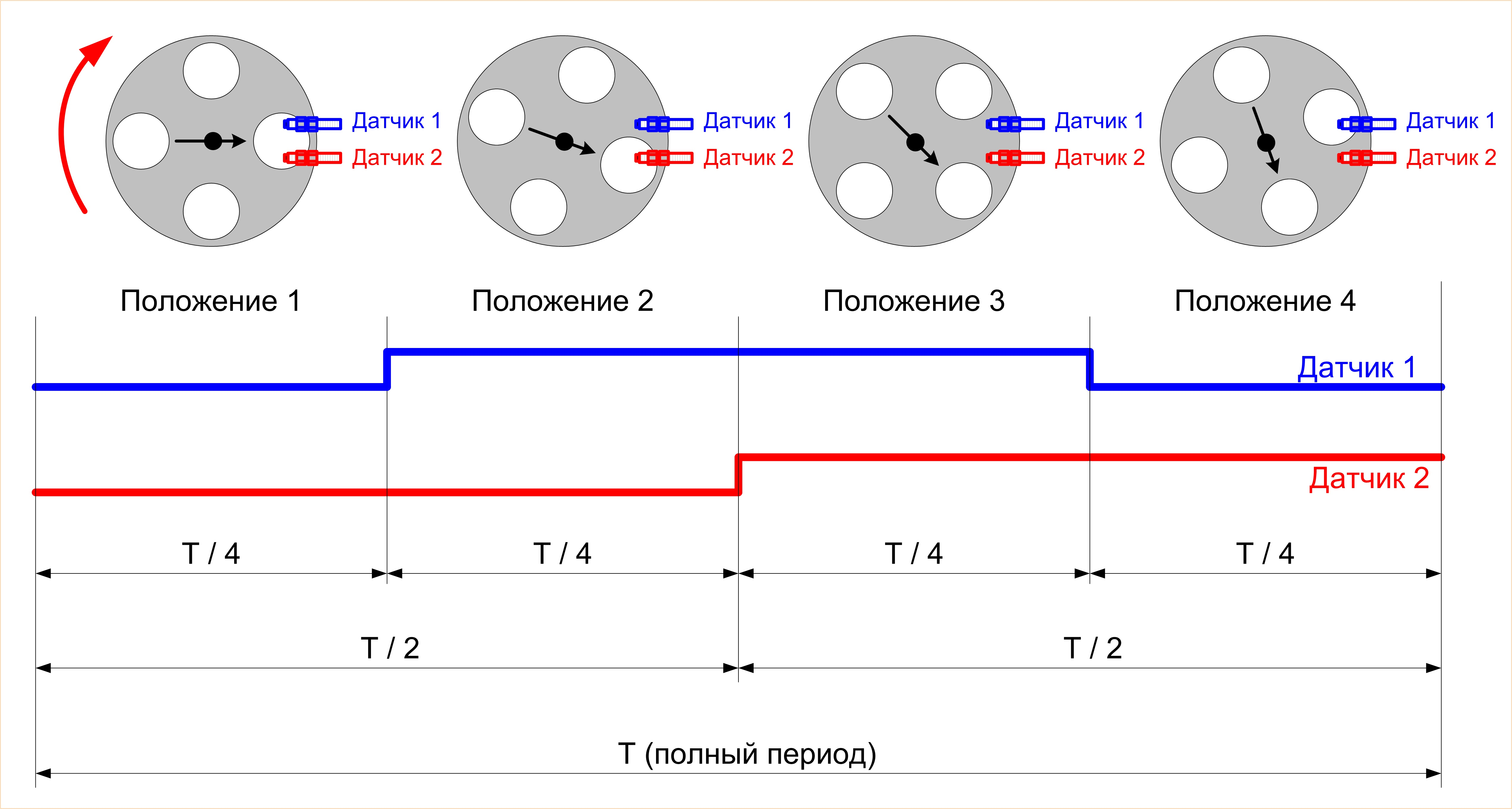
Імпульси від енкодера з визначенням напрямку обертання

Реверсивні лічильники імпульсів найчастіше використовують при роботі з 2-х канальними енкодерами або з двома індуктивними датчиками, при цьому:
- автоматично лічильник імпульсів визначає напрямок обертання енкодера;
- відбувається збільшення в 4 рази роздільної здатності енкодера, тобто 1 повний імпульс із енкодера лічильник імпульсів перетворює на 4 інкременти (див. рис. з поясненням роботи лічильника імпульсів у реверсивному режимі).